# РСИ-4
РСИ-4 (радиостанция самолета-истребителя) — советская авиационная коротковолновая ламповая радиостанция для одноместных самолётов периода второй мировой войны.  Является результатом работ по совершенствованию радиостанции РСИ-3 (см. отдельную статью).
Была изготовлена большая серия РСИ-4 в различных модификациях, порядка 100 тыс. комплектов.
На базе приёмника РСИ-4А в 1941 году был разработан приёмник РСИ-4Т «Малютка-Т» для танковых радиостанций 9-Р «Тур».

## Назначение
Бортовая радиостанция РСИ-4 — это приёмо-передающая симплексная радиотелефонная коротковолновая станция, для радиосвязи с другими самолётами, оборудованными однотипной радиостанцией и для связи с аэродромами.

### Конструкция радиостанции
В комплект поставки радиостанции входили следующие изделия:
- Передатчик РСИ-3 «Орёл»
- Приёмник РСИ-4 «Малютка»
- Умформер РУН-30А (РУ-45) передатчика
- Умформер РУ-11А приёмника
- Микротелефонный щиток
- Антенное устройство
- Шлемофон с ларингофонами ЛА-3
- Комплект соединительных кабелей

Отличие РСИ-4 от РСИ-3 заключалось в новом радиоприёмнике и его питании. В отличие от предыдущей модели радио РСИ-3, теперь не использовались батареи и аккумуляторы, а был применён дополнительный электромашинный преобразователь напряжения — умформер РУ-11А, преобразующий постоянный ток самолётной сети 26 вольт в анодное напряжение 220 вольт.
Приёмник РСИ-4 собран по схеме шестилампового супергетеродина. Приёмник может использоваться для приёма телефонной или тонально-телеграфной передачи. При использовании приёмника без передатчика может быть организована односторонняя радиосвязь.

## ТТХ
- Диапазон рабочих частот: передатчик — 3,5…5 МГц, приёмник — 3,7…6,0 МГц
- Режимы работ: телефон с амплитудной модуляцией
- Дальность двусторонней телефонной связи между самолётами: 15-20 км, максимально до 30—40 км
- Максимальная дальность двусторонней телефонной связи между самолётом и землёй:
  - на высоте 1000 м — до 100 км
  - на высоте 5000-8000 м — до 130 км
- Напряжение питания радиопередатчика от бортовой сети самолёта 26в±10 %
- Потребляемая мощность передатчика максимальная: 180 вт
- Потребляемая мощность приёмника: не более 85 вт
- Вес комплекта радиостанции без антенны и шлемофона: 12,67 кг

## Применение
Самолёты периода второй мировой войны: Ла-5, МиГ-3, ЛаГГ-3, Пе-3, Як-3, Як-7, Як-9, Ил-2 и др.